# Atletismo nos Jogos Olímpicos de Verão de 1900 - 2500 m com obstáculos masculino
A competição dos 2500m com obstáculos masculino foi disputada pela primeira (e única) vez nos Jogos Olímpicos de Verão de 1900. Aconteceu no dia 15 de julho. Seis atletas de seis países competiram.

## Medalhistas
| Ouro   | CAN George Orton      |
| Prata  | GBR Sidney Robinson   |
| Bronze | FRA Jacques Chastanié |

## Resultados
| Pos. | Atleta                | Tempo        |
| ---- | --------------------- | ------------ |
|      | CAN George Orton      | 7:34.4       |
|      | GBR Sidney Robinson   | 7:38.0       |
|      | FRA Jacques Chastanié | Desconhecido |
| 4    | USA Arthur Newton     | Desconhecido |
| 5    | AUT Hermann Wraschtil | Desconhecido |
| 6    | GER Franz Duhne       | Desconhecido |